# Giovanni Bramucci
Giovanni Bramucci (Civitavecchia, 15 novembre 1946 – Civitavecchia, 26 settembre 2019) è stato un ciclista su strada italiano, attivo a cavallo tra gli anni sessanta e settanta. Da dilettante fu medaglia di bronzo ai Giochi olimpici e ai Campionati del mondo del 1968 nella cronometro a squadre; fu poi professionista dal 1969 al 1971.

## Carriera
Nell'ottobre 1968 Bramucci, ancora dilettante, partecipò con la selezione azzurra ai Giochi olimpici 1968 di Città del Messico: in quella rassegna vinse la medaglia di bronzo nella cronometro a squadre con Mauro Simonetti, Vittorio Marcelli e Pierfranco Vianelli, e si piazzò ottavo nella corsa in linea vinta da Vianelli. Si ripeté nella cronometro a squadre ai successivi Campionati del mondo su strada, svoltisi in novembre a Montevideo, vincendo il bronzo iridato insieme a Benito Pigato, Vittorio Marcelli e Flavio Martini.
Passato professionista nel 1969 con la Gris 2000, non colse alcun successo importante, salvo un piazzamento al terzo posto nella tredicesima tappa della Vuelta a España 1970 in maglia Germanvox-Wega.

## Piazzamenti

### Grandi Giri
- Giro d'Italia

1969: ritirato
1970: ritirato
- Vuelta a España

1970: ritirato

### Classiche monumento
- Milano-Sanremo

1969: 92º
1970: 60º

### Competizioni mondiali
- Campionati del mondo

Heerlen 1967 - In linea Dilettanti: 11º
Montevideo 1968 - Cronosquadre: 3º
Montevideo 1968 - In linea Dilettanti: 10º
Giochi olimpici
Città del Messico 1968 - Cronosquadre: 3º
Città del Messico 1968 - In linea: 8º